# Witvleugelleeuwerik
De witvleugelleeuwerik (Alauda leucoptera; synoniem: Melanocorypha leucoptera) is een vogel uit de familie van leeuweriken (Alaudidae).

## Kenmerken
De vogel is 17 tot 19 cm lang en heeft een duidelijk te herkennen markering op de vleugel, die is van boven kastanjebruin, dan loopt door het midden een donkere band tot aan de vleugelpunten is er een zeer brede lichte achterrand op de armpennen. De kop is lichtbruin met een lichte oogstreep. De donkere band is ook zichtbaar op de ondervleugel, die overigens lichtgrijs van kleur is. De vogel lijkt een beetje op het vrouwtje van de sneeuwgors.

## Broeden
Broedt in de centrale, westelijke steppen van de noordelijke Kaspische zee en oostwaarts. Legt vijf à zes gespikkelde eieren van verschillende kleuren, in 12 tot 13 dagen door het vrouwtje uitgebroed. De jongen verlaten het nest voor ze kunnen vliegen.

## Voeding
In de broedtijd insecten, in de winter zaden.

## Verspreiding en leefgebied
Deze soort wordt voornamelijk aangetroffen in gebieden rond Midden-Azië; van het Oosten van de Kaukasus tot in Kazachstan. Deze vogel is gedeeltelijk een trekvogel, de leeuwerik trekt naar zuidelijke gebieden in de winter, in de zuidelijke landen is hij een standvogel.
Het leefgebied bestaat uit open vlaktes met lage vegetaties; grassteppen of op grote hoogtes.

### Voorkomen in Europa
In Europa is hij echter een zeer zeldzame dwaalgast. Deze soort is in Europa slechts te vinden in Oekraïne en het noorden van Roemenië als wintergast. Er zijn geen bevestigde waarnemingen uit Nederland, wel uit de Britse eilanden en Zweden.

## Status
De witvleugelleeuwerik heeft een vrij groot verspreidingsgebied en daardoor is de kans op de status kwetsbaar (voor uitsterven) gering. De grootte van de populatie werd in 2004 geschat op 60 tot 165 duizend individuen. De soort gaat in aantal achteruit. Echter, het tempo ligt onder de 30% in tien jaar (minder dan 3,5% per jaar). Om deze redenen staat de witvleugelleeuwerik als niet bedreigd op de Rode Lijst van de IUCN.